# 鈴木章斗
铃木章斗（2003年7月30日－）是大阪府出身的足球运动员，现效力于J1联赛湘南比马，司职前锋 。

## 经历
初中时，铃木章斗进入大阪钢巴少年队。但由于他一直是边后卫和边前卫的替补，所以未能最终晋升青年队 。之后，他进入的阪南大学附属高等学校就读。二年级时，他从边后卫改踢前锋 。
2021年7月，铃木章斗宣布将于2022年内定加盟湘南比马 。同年的全国高等學校足球锦标赛中，他打进7球成为赛事最佳射手，并被选为锦标赛优秀球员。 

## 俱乐部
- 大阪Diablossa（东大阪市立孔舍衙小学）
- 大阪钢巴少年组（东大阪市立孔舍衙中学）
- 阪南大学高等学校
- 2022-湘南比马

## 荣誉

### 个人
- 全國高等學校足球錦標賽优秀球员（2021）
- 全國高等學校足球錦標賽最佳射手（2021）

## 脚注
1. 1 2  . ゲキサカ. 2021-07-22  [2022-01-22]. （原始内容存档于2022-01-22）.
2. ↑  . ゲキサカ. 2022-01-10  [2022-01-22]. （原始内容存档于2022-01-10）.